# برزنیچک
برزنیچک (به لاتین: Bereznichek) یک منطقهٔ مسکونی در روسیه است که در استان آرخانگلسک واقع شده‌است.